# Renqiu
Renqiu (en chino, 任丘; pinyin, Rénqiū) es un municipio   bajo la administración directa de la ciudad-prefectura de Cangzhou. Se ubica en la provincia de Hebei, este de la República Popular China. Su área es de 1036 km² y su población total para 2010 superó los 820 mil habitantes. 

## Administración
Desde julio de 2020, el Municipio Renqiu se divide en 22 pueblos que se administran en 7 subdistritos, 11 poblados y 4 villas.

## Toponimia
El topónimo Renqiu [/Ren-Chiu/] es el nombre de una persona. El comandante del ejército de patrullas marítimas, Renqiu, construyó una ciudad aquí para defender la entrada del mar, y luego nombró la ciudad con su propio nombre.